# Elise Afetse
Aku Venunye Elise Afetse, née le 8 juillet 1992 à Lomé, est une joueuse togolaise de basket-ball.

## Biographie
Togolaise de nationalité, Elise Afetse est née le 8 Juillet 1992 à Lomé.
Elle commence le basket-ball au Togo et décide de s'installer au Sénégal passant par le Bénin pour une formation professionnelle. Arrivée sur les terres Wolof Elise Afetse commence sa carrière professionnelle et se met en confiant car le Basket-ball sénégalais est reconnu et également médiatisé.

## Carrière Sportive
Elle démarre dans le championnat togolais qui lui ouvre les portes du succès dans le basket-ball; elle trouve l'opportunité de se faire inviter par une athlète ivoirienne du nom de Fatoumata Kone dans une équipe sénégalaise appelée "Jeanne d'Arc de Dakar".
Elle est médaillée d'argent en basket-ball à trois aux Jeux africains de plage de 2019, après avoir remporté le bronze à la Coupe d'Afrique 2018.
A la coupe d'Afrique des champions féminine 2022 à Maputo (Mozambique), Elise et son équipe Energie Basketball club du Bénin ont été éliminés. Malgré sa détermination et son courage et son talent, elle perd le match contre l'équipe du Mozambique. Mais elle se fait remarquer comme étant la meilleure marqueuse qui compile 29 points dans ce match.
En 2022, au Crown Elite Women's Basketball, Elise Afetse devient la gagnante du concours des 3 points en marge de la grande finale du tournoi entre MFM et First Bank au Nigéria.
Elise Afetse et ses coéquipières remportent  le tournoi international Dreals Paris dans la catégorie dame et homme.